# Landkreis Altenkirchen (Westerwald)
Landkreis Altenkirchen er en landkreis  i den nordlige del af den  tyske delstat Rheinland-Pfalz. Administrationen ligger i byen Altenkirchen og den befolkningsmæssigt største by er  Betzdorf.
Kreisen ligger i landskabet Westerwald længst mod nord i Rheinland-Pfalz. 

## Geografi
Landkreis Altenkirchen (Westerwald) har et areal på 642 kvadratkilometer.
Landkreis Altenkirchen er den nordligste  Kreis i Rheinland-Pfalz. Den omfatter den nordligste del af Westerwald og den sydligste del af Siegerland (også kaldt Oberkreis). Wildenburgische Land der er opkaldt efter Grevskabet Wildenburg  ligger nord for floden Sieg. Andre floder i området er Wied og  Nister.

### Nabolandkreise
Landkreisen grænser (med uret fra nord) til  Rhein-Sieg-Kreis, Oberbergischen Kreis, Kreis Olpe og Kreis Siegen-Wittgenstein (alle i Nordrhein-Westfalen) samt til  Westerwaldkreis og  Landkreis Neuwied (begge i Rheinland-Pfalz).

## Byer og kommuner
Landkreisen havde 128705  indbyggere pr.  2018-12-31

| Kommune                                    | Indbyggere 2018-12-31                      |
| Verbandsgemeinde Altenkirchen (Westerwald) | Verbandsgemeinde Altenkirchen (Westerwald) |
| ------------------------------------------ | ------------------------------------------ |
| Almersbach                                 | 407                                        |
| Altenkirchen (Westerwald), by *            | 6263                                       |
| Bachenberg                                 | 106                                        |
| Berod bei Hachenburg                       | 580                                        |
| Birnbach                                   | 618                                        |
| Busenhausen                                | 353                                        |
| Eichelhardt                                | 517                                        |
| Ersfeld                                    | 64                                         |
| Fiersbach                                  | 247                                        |
| Fluterschen                                | 680                                        |
| Forstmehren                                | 146                                        |
| Gieleroth                                  | 659                                        |
| Hasselbach                                 | 320                                        |
| Helmenzen                                  | 878                                        |
| Helmeroth                                  | 178                                        |
| Hemmelzen                                  | 266                                        |
| Heupelzen                                  | 245                                        |
| Hilgenroth                                 | 303                                        |
| Hirz-Maulsbach                             | 303                                        |
| Idelberg                                   | 56                                         |
| Ingelbach                                  | 533                                        |
| Isert                                      | 114                                        |
| Kettenhausen                               | 298                                        |
| Kircheib                                   | 523                                        |
| Kraam                                      | 175                                        |
| Mammelzen                                  | 1064                                       |
| Mehren                                     | 493                                        |
| Michelbach (Westerwald)                    | 538                                        |
| Neitersen                                  | 831                                        |
| Obererbach (Westerwald)                    | 554                                        |
| Oberirsen                                  | 615                                        |
| Oberwambach                                | 409                                        |
| Ölsen                                      | 87                                         |
| Racksen                                    | 146                                        |
| Rettersen                                  | 359                                        |
| Schöneberg                                 | 408                                        |
| Sörth                                      | 238                                        |
| Stürzelbach                                | 234                                        |
| Volkerzen                                  | 81                                         |
| Werkhausen                                 | 225                                        |
| Weyerbusch                                 | 1373                                       |
| Wölmersen                                  | 373                                        |
| Verbandsgemeinde Betzdorf-Gebhardshain     |                                            |
| Alsdorf                                    | 1466                                       |
| Betzdorf, by *                             | 10141                                      |
| Dickendorf                                 | 346                                        |
| Elben                                      | 352                                        |
| Elkenroth                                  | 1807                                       |
| Fensdorf                                   | 380                                        |
| Gebhardshain                               | 1868                                       |
| Grünebach                                  | 516                                        |
| Kausen                                     | 770                                        |
| Malberg                                    | 998                                        |
| Molzhain                                   | 538                                        |
| Nauroth                                    | 1109                                       |
| Rosenheim (Landkreis Altenkirchen)         | 740                                        |
| Scheuerfeld                                | 2031                                       |
| Steinebach/Sieg                            | 1214                                       |
| Steineroth                                 | 578                                        |
| Wallmenroth                                | 1197                                       |

| Kommune                         | Indbyggere                      |
| Verbandsgemeinde Daaden-Herdorf | Verbandsgemeinde Daaden-Herdorf |
| ------------------------------- | ------------------------------- |
| Daaden, by *                    | 4244                            |
| Derschen                        | 980                             |
| Emmerzhausen                    | 673                             |
| Friedewald                      | 1093                            |
| Herdorf, by                     | 6498                            |
| Mauden                          | 111                             |
| Niederdreisbach                 | 846                             |
| Nisterberg                      | 350                             |
| Schutzbach                      | 360                             |
| Weitefeld                       | 2271                            |
| Verbandsgemeinde Flammersfeld   |                                 |
| Berzhausen                      | 199                             |
| Bürdenbach                      | 567                             |
| Burglahr                        | 521                             |
| Eichen                          | 551                             |
| Eulenberg                       | 50                              |
| Flammersfeld *                  | 1337                            |
| Giershausen                     | 100                             |
| Güllesheim                      | 718                             |
| Horhausen (Westerwald)          | 2005                            |
| Kescheid                        | 121                             |
| Krunkel                         | 614                             |
| Niedersteinebach                | 213                             |
| Oberlahr                        | 750                             |
| Obernau                         | 181                             |
| Obersteinebach                  | 243                             |
| Orfgen                          | 236                             |
| Peterslahr                      | 287                             |
| Pleckhausen                     | 816                             |
| Reiferscheid                    | 433                             |
| Rott                            | 351                             |
| Schürdt                         | 260                             |
| Seelbach (Westerwald)           | 303                             |
| Seifen                          | 125                             |
| Walterschen                     | 138                             |
| Willroth                        | 886                             |
| Ziegenhain                      | 154                             |
| Verbandsgemeinde Hamm (Sieg)    |                                 |
| Birkenbeul                      | 427                             |
| Bitzen                          | 714                             |
| Breitscheidt                    | 960                             |
| Bruchertseifen                  | 743                             |
| Etzbach                         | 1337                            |
| Forst                           | 558                             |
| Fürthen                         | 1160                            |
| Hamm (Sieg) *                   | 3456                            |
| Niederirsen                     | 101                             |
| Pracht                          | 1442                            |
| Roth                            | 1464                            |
| Seelbach bei Hamm (Sieg)        | 133                             |
| Verbandsgemeinde Kirchen (Sieg) |                                 |
| Brachbach                       | 2291                            |
| Friesenhagen                    | 1578                            |
| Harbach                         | 533                             |
| Kirchen (Sieg), Stadt *         | 8498                            |
| Mudersbach                      | 5776                            |
| Niederfischbach                 | 4135                            |
| Verbandsgemeinde Wissen         |                                 |
| Birken-Honigsessen              | 2507                            |
| Hövels                          | 524                             |
| Katzwinkel (Sieg)               | 1788                            |
| Mittelhof                       | 974                             |
| Selbach (Sieg)                  | 756                             |
| Wissen, by *                    | 8354                            |